# Næstved Storcenter
Næstved Storcenter (undertiden skrevet Næstved Stor-Center) er et storcenter i Næstved, der blev opført af arkitektfirmaet Arne Melgård i 1986. Centret ejes nu af kapitalfonden BlackRock.
Det blev indviet i oktober 1989 og er senere udvidet i 2001. Næstved Storcenter består af 65 butikker inkl. et Bilka-varehus. Centret ligger i den nordlige del af Næstved ved Køgevej.
Centret blev etableret som følge af, at Næstved Kommune var bekymret for handelen i byen, der var i hård konkurrence med bl.a. Slagelse. Kommunens beslutning om at etablere centret affødte dog kraftige protester fra de handlende i byen.
Næstved Storcenter omsætter i dag for knap 1,5 mia kr. og har over 4,8 mio kundebesøg om året. I 2018 planlægges arealudvidelse.
I løbet af de senere år er tilgængeligheden til Næstved Storcenter blevet kraftigt forbedret, da Vejdirektoratet har anlagt den nordlige omfartsvej (Ring Nord). Vejen er en 2+1 sporet motortrafikvej og i alt 7 km lang og skal være med til at få den trafik, der ikke har ærinde i Næstved, til at køre udenom.